# Holopogon wilcoxi
Holopogon wilcoxi là một loài ruồi trong họ Asilidae. Holopogon wilcoxi được Martin miêu tả năm 1959. Loài này phân bố ở vùng Tân Bắc giới.